# Bothrideres spleniatus
Bothrideres spleniatus is een keversoort uit de familie knotshoutkevers (Bothrideridae). De wetenschappelijke naam van de soort werd in 1867 gepubliceerd door Andrew Murray.